# Bad Friedrichshall
Bad Friedrichshall è un comune tedesco di 19 962 abitanti, situato nel land del Baden-Württemberg. Nel suo territorio il fiume Jagst sfocia nel Neckar.